# Vitticatantops moxico
Vitticatantops moxico är en insektsart som beskrevs av Nicholas David Jago 1994. Vitticatantops moxico ingår i släktet Vitticatantops och familjen gräshoppor. Inga underarter finns listade i Catalogue of Life.